# Krapphofschleuse
Die Krapphofschleuse in Hamburg-Allermöhe verbindet die abgedeichte Dove Elbe mit der Bille. Sie liegt am südlichen Ende des Schleusengrabens, einer der ältesten künstlichen Wasserstraßen Deutschlands, der die Zufahrt zum Bergedorfer Hafen darstellt. Die Schleuse wurde 1929 erbaut und 2006 mit einer Selbstbedienung für die Sportschifffahrt ausgerüstet. Kanus können eine im Wehrarm des Schleusengrabens östlich der Schleuse unter einer Straßenbrücke befindliche Bootsschleppe nutzen.

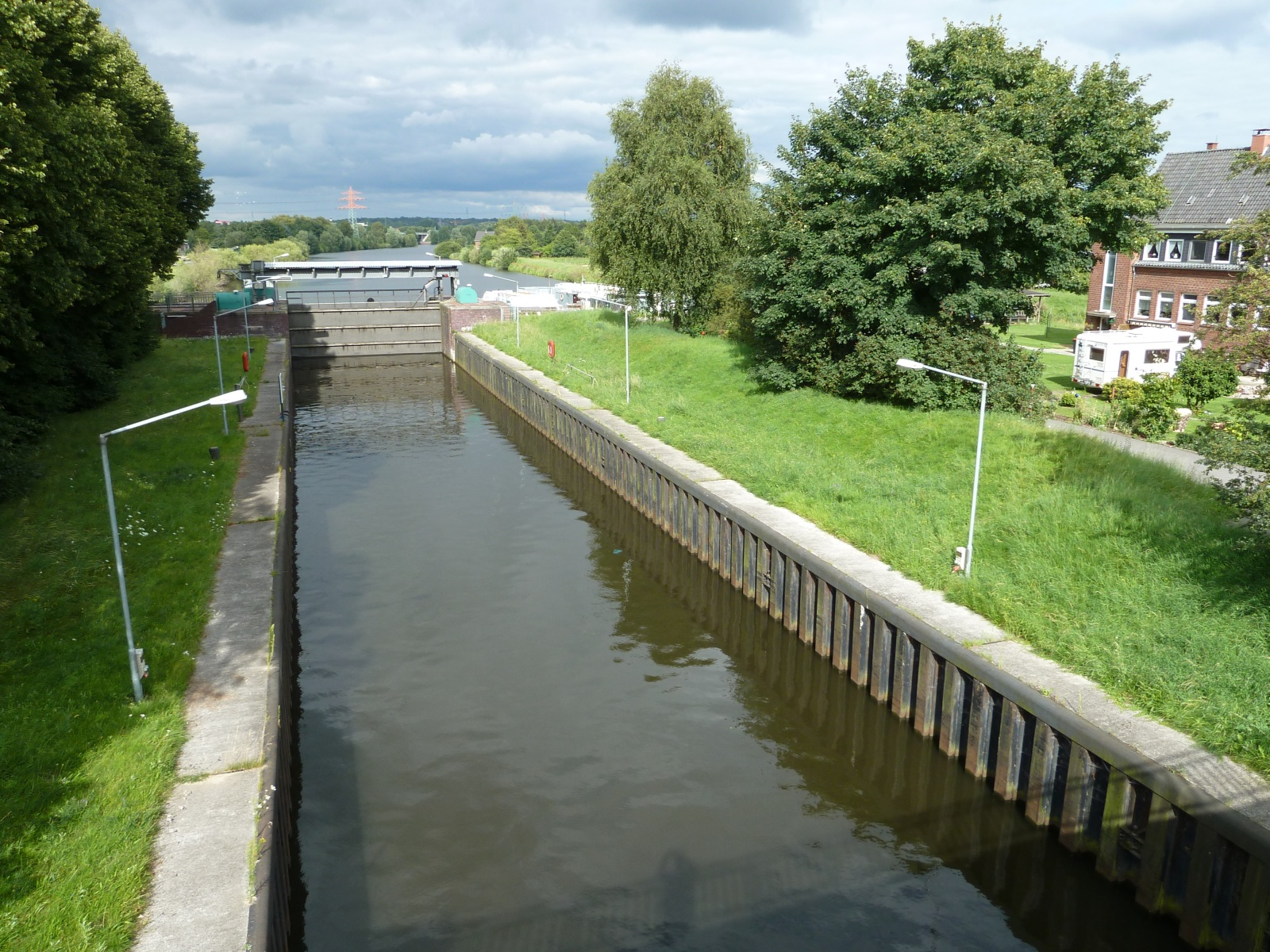
Krapphofschleuse Richtung Schleusengraben
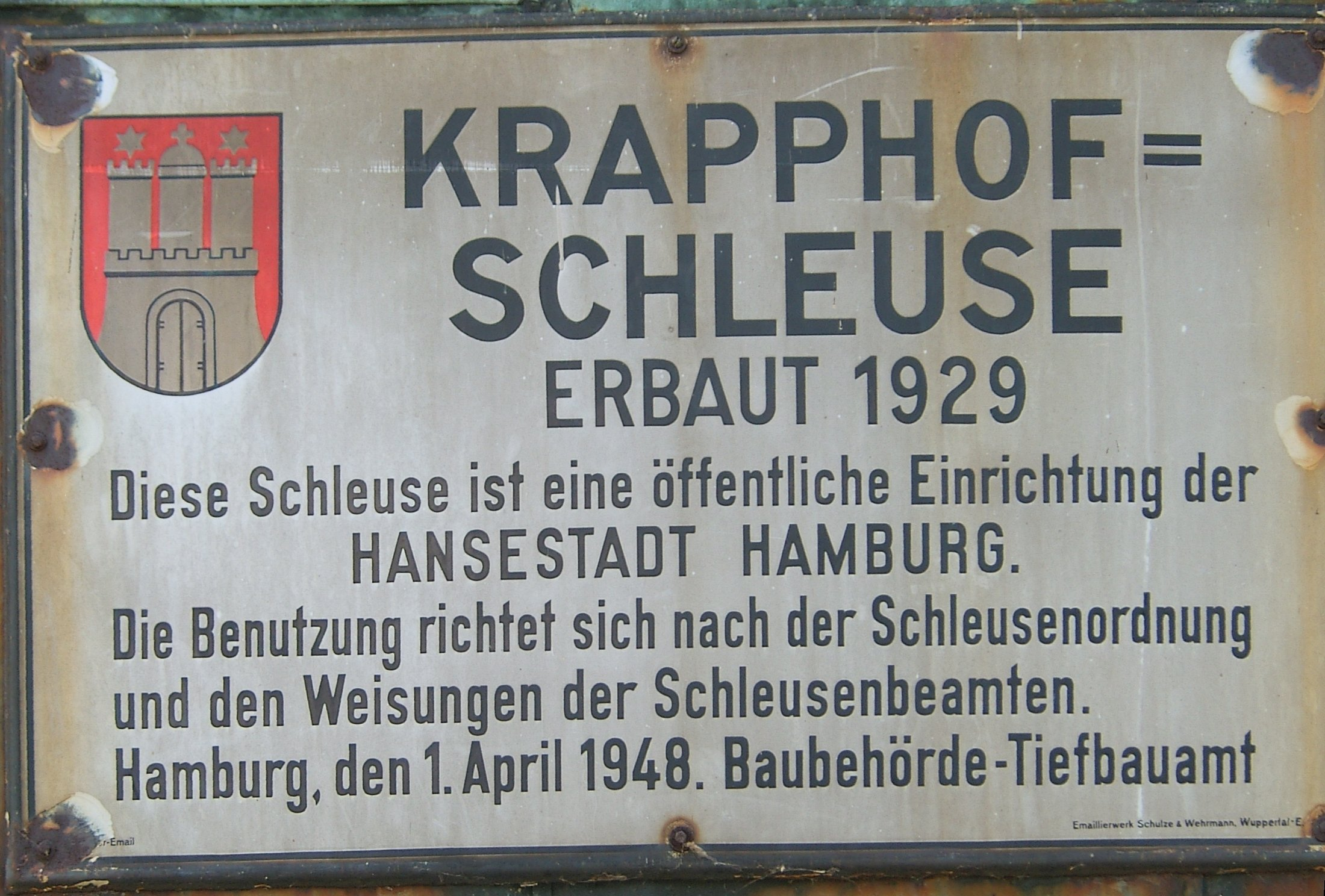
Schild an der Krapphofschleuse
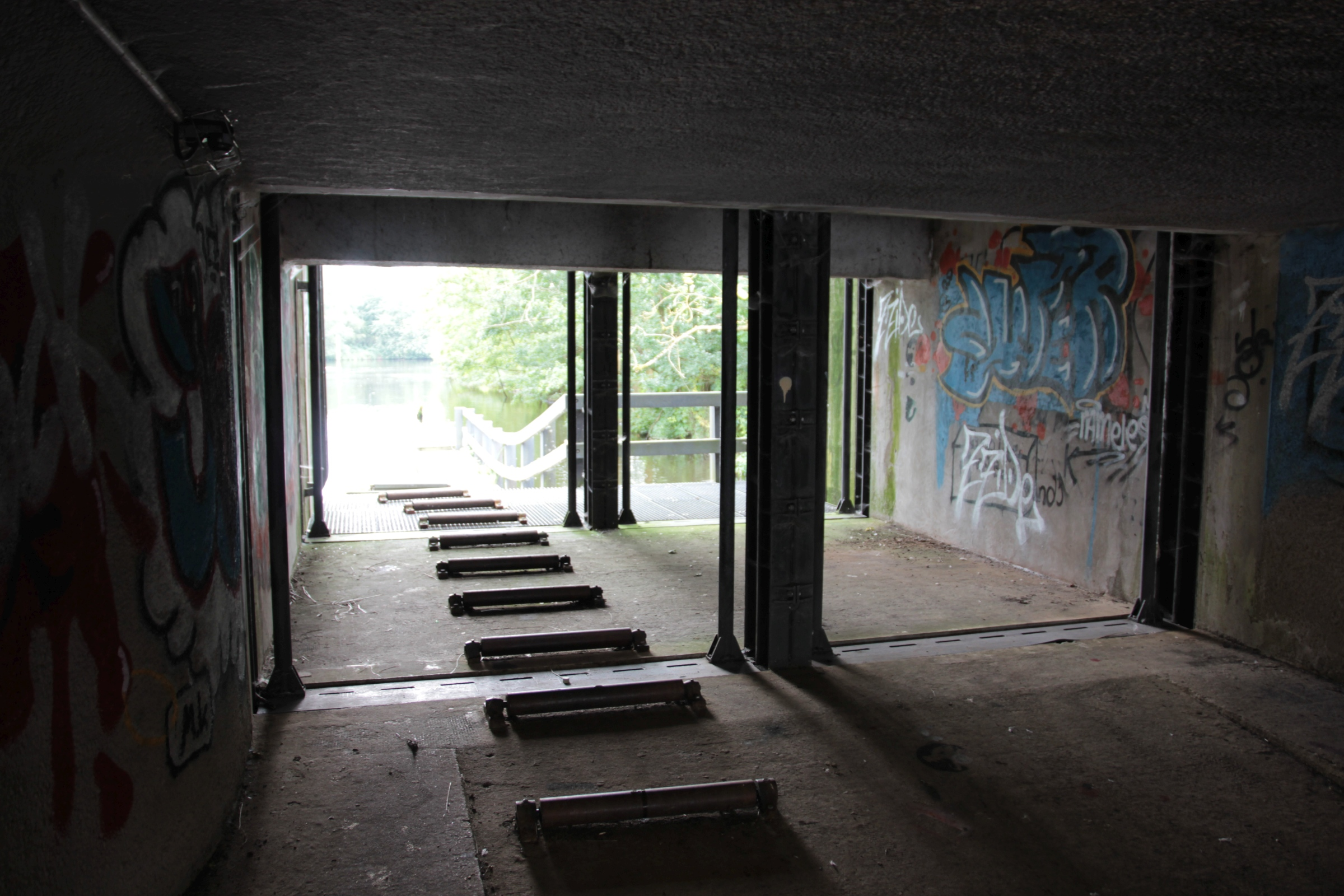
Bootsschleppe im Wehrarm des Schleusengrabens
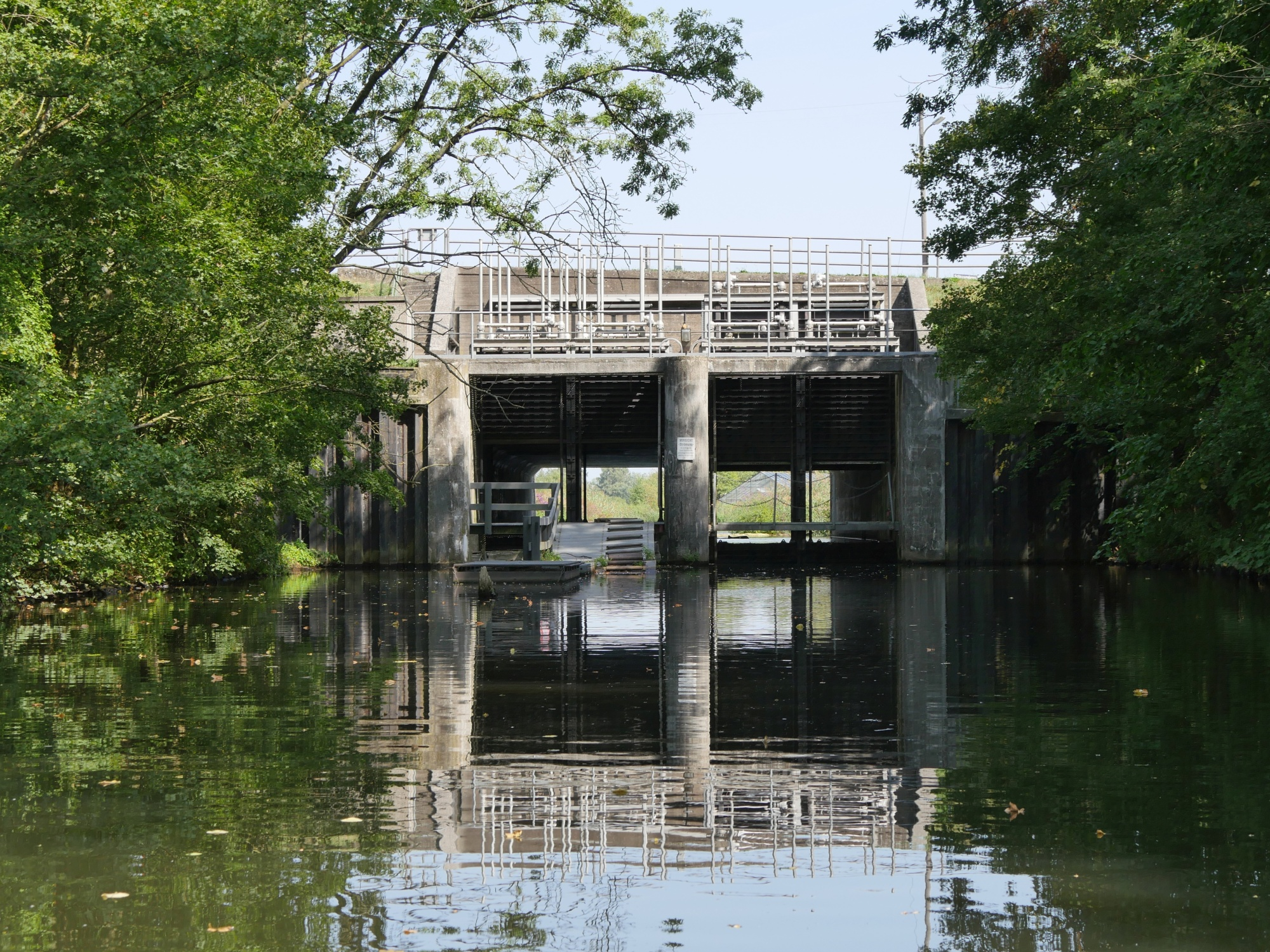
Bootsschleppe von der Dove Elbe aus gesehen